# Violetta Zironi

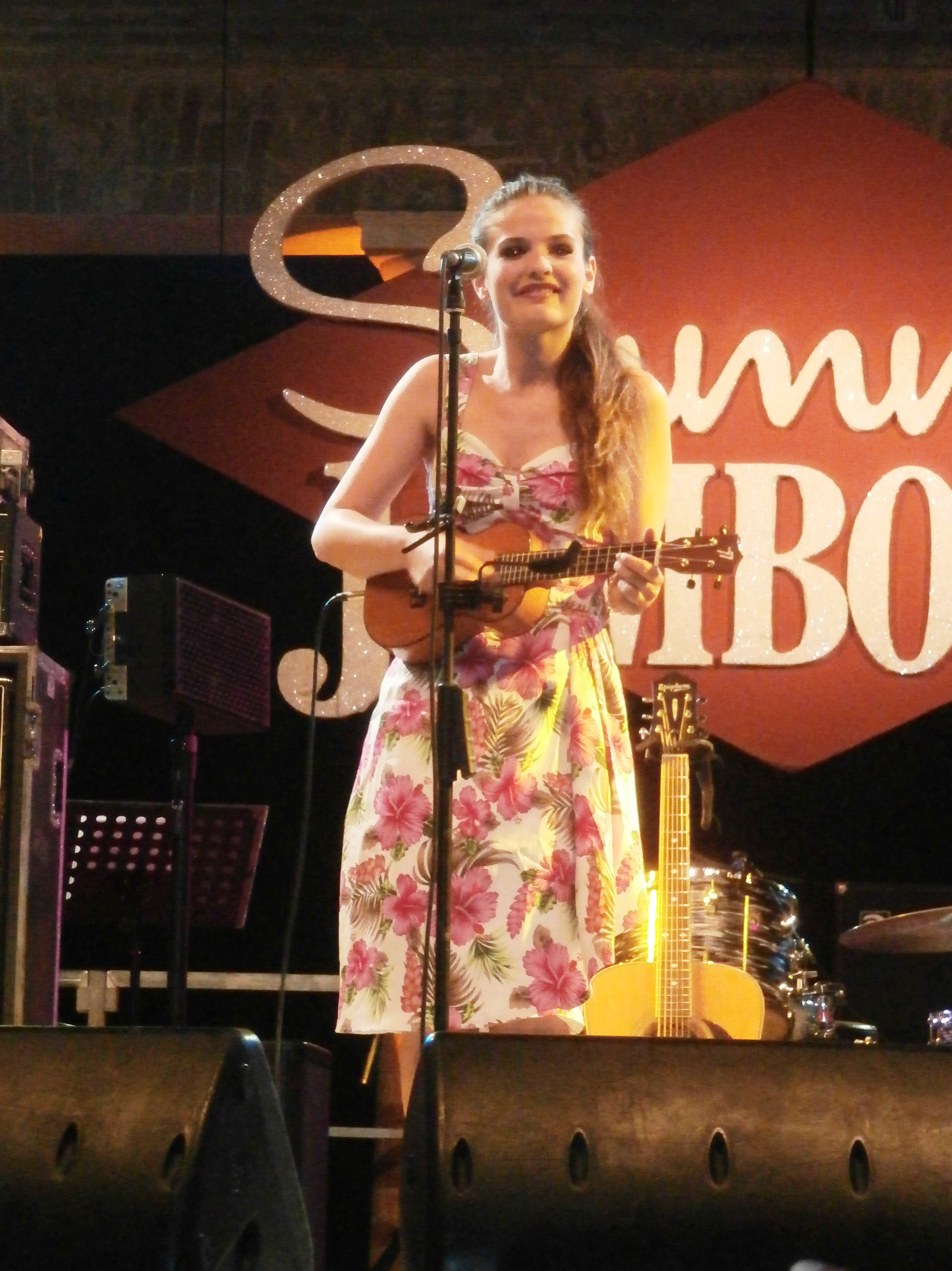
Violetta live auf dem Summer Jamboree in Senigallia am 2. August 2014

Violetta Zironi (* 5. April 1995 in Correggio, Emilia-Romagna) ist eine italienische Singer-Songwriterin und Schauspielerin, die zu Beginn ihrer Karriere als Violetta auftrat.
2013 erreichten die beiden digitalen Singles Dimmi che non passa (Platz 6) und Let Her Go (Platz 81) Chartplatzierungen in den italienischen Singlecharts.

## Biografie

### Kindheit und Jugend
Bereits im Alter von drei Jahren begann ihre musikalische Karriere. Sie besuchte den örtlichen Kinderchor in ihrem Heimatort, begann danach Klavier zu spielen und lernte auch akustische Gitarre.
2012 begegnete sie dem Ukulele-Spieler Luca Tomassini, besser bekannt als Jontom, der Violetta  dieses Instrument beibrachte. Sie traten im Sommer 2012 gemeinsam auf dem YOUkulele Festival in Rom auf. Violetta ist ebenfalls auf seiner EP Likelike Highway zu hören, bei denen sie drei Songs sang: den Country-Klassiker Jackson sowie die Jontom-Kompositionen Ghost und Wherever I Go. Die EP wurde 2012 vom Independent-Label Insomnia Records veröffentlicht.

### X-Factor (2013–2014)
2013 nahm Violetta am Casting für Staffel 7 der italienischen Version von The X Factor mit ihrer Ukulele teil, die bald zu ihrem bevorzugten Stilmittel wurde. Nachdem sie die Jury mit einer Version von Shortnin' Bread  beeindruckte, wurde sie für die Show ausgewählt. Am Ende belegte sie den dritten Platz. Bereits während der Show wurde sie von Sony Music unter Vertrag genommen und ihre Single Dimmi Che Non Passa erschien bereits einen Tag nach dem Finale. Das Titellied war gleichzeitig der Titel, mit dem sie im Finale den dritten Platz belegte, hinter Michele Bravi und Ape Escape.
Während der Show spielte sie die Passenger-Coverversion Let Her Go, die ebenfalls als Single ausgekoppelt wurde und Platz 81 der italienischen Single-Charts erreichte.
2014 wurde Violetta ausgewählt, um die Lieder von Dorothy Gale in der italienischen Version des Zeichentrickfilms Die Legende von Oz – Dorothys Rückkehr  zu singen, der in Italien mit dem Titel Il magico mondo di Oz veröffentlicht wurde.
Am 21. Juni 2014 veröffentlichte Sony Music Violettas zweite Single Il primo giorno d'estate, ein Lied von Luca Mattioni und Mario Cianchi, das von Alessandro Magnanini produziert wurde. Das Musikvideo für das Lied wurde am 4. Juli 2014 veröffentlicht. Bald danach wurde ihre Version von Bring Me Sunshine für den TV-Werbespot der italienischen Keksmarke Pavesini verwendet.
Im Sommer 2014, kurz nach der Veröffentlichung ihrer zweiten Single, begann Violetta mit einer Country- und Bluegrass-Band zu touren, die sowohl ihre Pop-Hits als auch einige klassische American Roots und Celtic-Folk-Standards vortrug. Die Band trat unter anderem am 2. August 2014 beim Rockabilly-Festival Summer Jamboree in Senigallia  auf, wpo Violetta zu Ben E. King auf die Bühne durfte, um mit ihm zusammen Stand by Me zu singen.
Am 25. November 2014 wurde ihre Version von Winter Wonderland in die von Sony Music herausgegebene Kompilation X Factor Christmas 2014 aufgenommen, die klassische Weihnachtslieder aller Teilnehmer der italienischen Staffel 8 von X Factor zusammen mit ausgewählten Talenten aus früheren Staffeln enthielt. Im Dezember 2014 startete sie die Acoustic-Session-Tour, zusammen mit dem ehemaligen X Factor-Kandidaten Fabio Santini, bei der die beiden American-Roots-Hits auf Akustikgitarre und Ukulele spielten.

### Weitere Karriere
Im Jahr 2015 wurde Violettas Song "Eppure mi va" in eine engere Auswahl von 60 Stück aufgenommen, die in der Newcomer-Sektion des Sanremo-Festival auftreten sollten, wurde aber letztlich nicht aufgenommen. Im April war Violetta Support für Jack Savorettis Written in Scars Tour. Eine Solotour führte Violetta Ende 2015 und in den ersten Monaten des Jahres 2016 nach Berlin, London, Mailand und ihrer Heimatstadt Reggio Emilia. Auch beim Sanremo-Festival 2016 kam sie zwar in die engere Auswahl, durfte aber nicht auftreten. 2017 nahm sie an der 249. Ausgabe der Hamburger Küchensessions teil. Außerdem tourte sie durch die Vereinigten Staaten.
Mittlerweile wohnt Violetta Zironi in London. Am 23. Februar 2018 erschien mit Half Moon Lane eine EP auf dem Label Pon't Danic Music.

## Diskografie

### EPs
- 2013: Dimmi che non passa (Sony Music)
- 2018: Half Moon Lane (Pon't Danic Music)
- 2019: Scenes from My Lonely Window (Pon't Danic Music)

### Singles
- 2013: Dimmi che non passa (Sony Music)
- 2013: Let Her Go (Sony Music)
- 2014: Il primo giorno d'estate (Sony Music)
- 2016: Semplice mit Zibba (Concerto S.rl.)
- 2017: Don't Make Me a Fool (Pon't Danic Music)
- 2017: Toast (Pon't Danic Music)
- 2019: When I Wake (Pon’t Danic Music)
- 2019: Hungry to Kill feat. Ed Prosek (Pon’t Danic Music)

### Gastbeiträge
- 2013: Jontom – Likelike Highway (EP, Insomnia Records)

### Samplerbeiträge
- 2013: X Factor Compilation 2013 (Dimmi che non passa, Le tasche piene di sassi)
- 2014: X Factor Christmas 2014 (Winter Wonderland)

## Filmografie
- 2018: Il flauto magico di Piazza Vittorio
- 2020: Die unglaubliche Geschichte der Roseninsel (L’incredibile storia dell’Isola delle Rose)
- 2022: Io e Spotty